# František Michael Šubíř z Chobyně
Svobodný pán František Michael Šubíř z Chobyně (14. prosince 1682, Jaroměřice – 3. ledna 1738, Jaroměřice) byl moravský šlechtic, úředník, známý především jako zakladatel obcí Šubířov a Chobyně, stavitel poutního areálu na hoře Kalvárii v Jaroměřicích u Jevíčka a rozhodující činitel vzniku Olomoucké stavovské akademie. Byl ženat s Johanou Konstancií rozenou Sakovou z Bohuňovic, s níž měl dvě děti: dceru Marii a syna Františka Xavera.

## Literatura

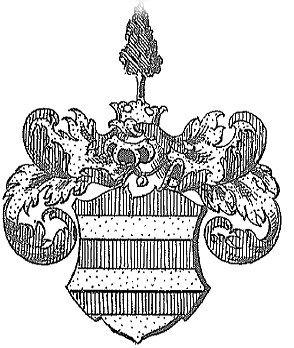
Erb rodu